# 宋新恩
宋新恩（約1162年—？），廣東宋氏始祖，宋湘二十二世祖。 宋父元東公，祖輩追溯至宋弘的後裔——宋端。南宋年間，宋氏從江西贛州府瑞金縣青草湖大柏地遷到廣東長樂縣琴江都中坝（今五華縣）。歿後經風水師尋龍點穴，葬在今紫金縣敬梓鎮新塘的一處「臥獅搖鈴穴」。

## 後代
宋公有兄弟四人名諱：新恩、新惠、新思、新悠，兄弟四人的父母早亡，新惠公、新思公居吳地，新悠公未明。新恩公遷居廣東，娶妻唐氏三娘，有一子諱潭沐。潭沐公娶妻目孺人，有一子諱振宗。振宗公娶妻何孺人，有四子諱有仁、有義、有忠、有信。有義公、有忠公、有信公世居長樂，後人多居於此；有仁公遷居程鄉（清嘉應龜漿、今梅縣），娶妻甘孺人，有二子諱震一、萬三郎。震一公、萬三郎公於成年後遷往興寧，及後又遷往嘉應白渡堡，開基立業。
宋氏後裔除支傳在廣東各地方市邑外，也派傳至湖南（瀏陽）、江西（萬安、萬載及興國）、廣西（博白、北流、貴港、平南、桂平、武宣及賓陽）、四川（犍為、威遠、宜賓及永川）、台灣（桃園）、海南（瓊中及浙江）等地。

### 台灣桃園宋氏
1744年（乾隆9年），十九世孟梧、二十世存侯、曕桂、來高、二十一世伯麟(五房公)及高麟(六房公)等人自廣東嘉應白渡堡來臺，於北路淡房廳桃澗堡廣興庄開墾。
1858年（咸豐8年），宋氏來台祖其昌、敬昌兄弟皆無成家，因病將墾殖六甲餘地典押於張家無力贖回。迨相繼過世後，經族長宋德珍商同族人墊佛銀180元贖回。同年十月，宋氏族老敦促來臺宗族後裔團結合作，以贖回的土地為基礎，集資85份發起組織「宋新恩公會」並奉祀近始祖。同治至大正年間，又先後購買十餘甲地，並規定會份不得買賣轉讓。1872年（同治11年），宋蟾桂、萬左兩族因故回返嘉應，自願退出，自此新恩公會會份成為83份。
1888年（光緒14年），官廳重新測量土地，將此處宋氏族人所開墾的地方定名為「宋屋庄」。台灣日治時期沿用舊名，仍稱「宋屋庄」；1920年（大正9年），「宋屋」改制為大字。台灣光復以後，改稱為「宋屋村」。
1972年（民國61年），宋新恩公會位於新屋交流道附近的老祠堂，因位置中山高速公路經過之處而被徵收。公會將補償費用於中壢元化路買地建五層大樓，頂樓設祖堂用於供奉祖先，每年春秋兩祭。 1973年（民國62年），宋新恩公會改名為「財團法人台灣省桃園縣宋新恩公祭祀公業」，迄今167年。

## 外部連結
- 台灣桃園縣宋氏，宋氏宗親網